# Freshwater Inlet
Das Freshwater Inlet ist eine kleine Bucht an der Südküste von Bird Island vor dem westlichen Ende Südgeorgiens. Sie stellt den östlichen Arm der Jordan Cove dar.
Der South Georgia Survey kartierte sie im Rahmen seiner von 1951 bis 1957 dauernden Kampagne. Der britische Biologe William N. Bonner benannte die Bucht so, da sie von einer Reihe Süßwasserströmen gespeist wird.